# مارغريت جيرار
مارغريت جيرار (بالفرنسية: Marguerite Gérard)‏ هي رسامة فرنسية، ولدت في 28 يناير 1761 في غراس في فرنسا، وتوفيت في 18 مايو 1837 في باريس في فرنسا.